# نویدا
نویدا
شهر نویدا (به انگلیسی: Noida) با جمعیت ۴۷۸٫۱۷۸ نفر در ایالت اوتار پرادش در کشور هند واقع شده‌است.